# 安二庄遗址
安二庄遗址，位于中国河北省邯郸市康二城镇安二庄村，为邯郸市武安市的一个省级文物保护单位，类型为古遗址，公布时间为2001年2月7日。
安二庄遗址的历史年代为新石器时代。